# 지포스 800M 시리즈

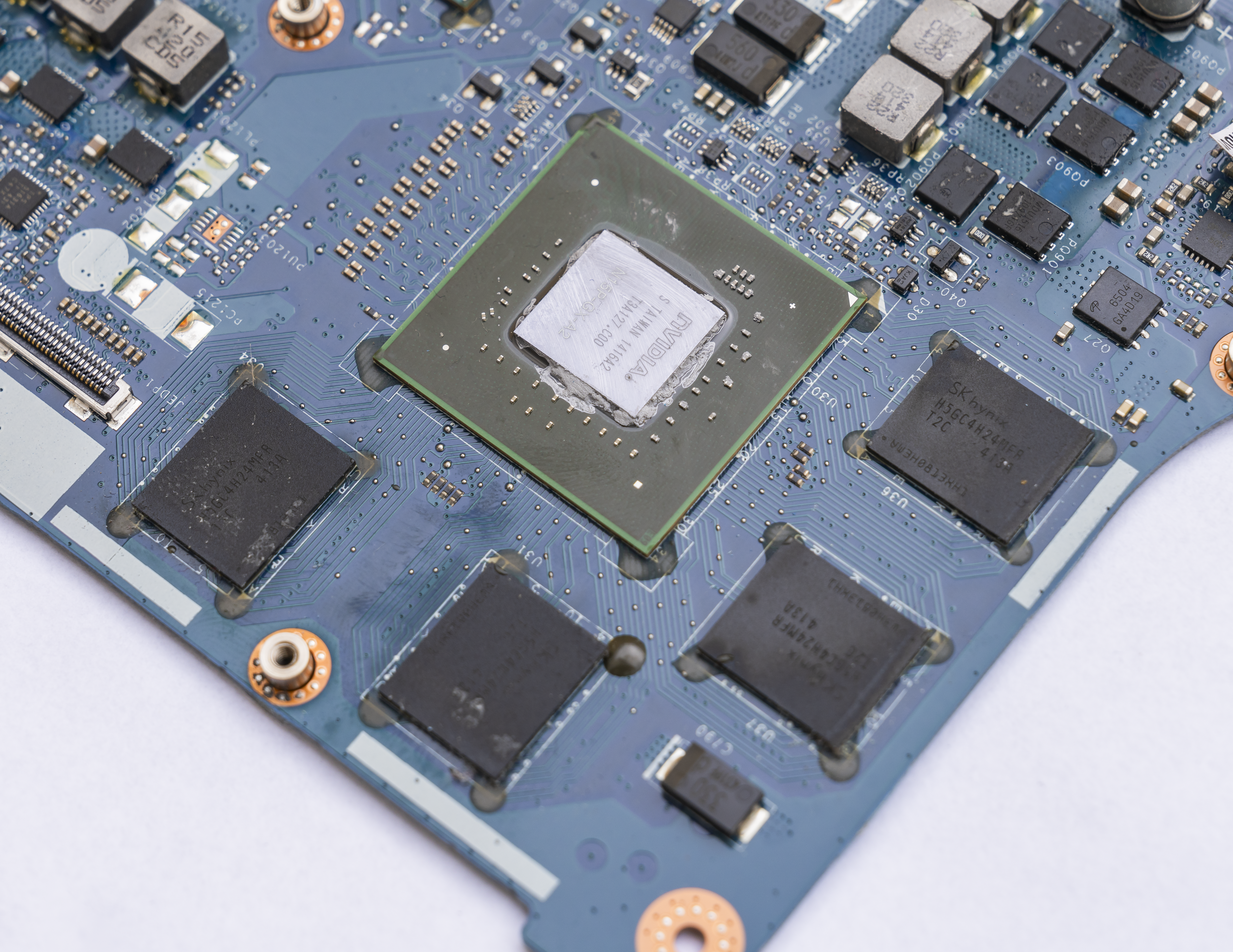
VRAM이 있는 지포스 860M의 엔비디아 N15P-GX-A2 GPU

지포스 800M 시리즈(GeForce 800M Series)는 엔비디아의 노트북 PC용 그래픽 처리 장치 제품군이다. 지포스 700 시리즈의 모바일 버전 리브랜드와 리브랜드에 비해 하위의 일부 최신 칩으로 구성되어 있다.
지포스 800 시리즈 이름은 원래 스코틀랜드의 이론 물리학자 제임스 클러크 맥스웰의 이름을 딴 맥스웰 마이크로아키텍처 (GM 코드명 칩) 기반의 데스크톱 및 모바일 칩 모두에 사용될 예정이었으며, 이는 2014년 2월 18일에 출시된 GTX 750 및 GTX 750 Ti의 지포스 700 시리즈에 이전에 도입되었다. 그러나 지포스 800M 시리즈의 모바일 GPU가 이미 케플러 아키텍처를 사용하여 출시되었기 때문에 엔비디아는 지포스 800 시리즈 데스크톱 GPU의 이름을 지포스 900 시리즈로 변경하기로 결정했다.
케플러 마이크로아키텍처의 후속작인 맥스웰 마이크로아키텍처는 자체 통합 ARM CPU를 탑재한 최초의 엔비디아 아키텍처였다. 엔비디아 CEO 젠슨 황에 따르면 이는 맥스웰 GPU가 메인 CPU로부터 더 독립적일 수 있도록 했다. 엔비디아는 맥스웰 아키텍처에서 세 가지 주요 사항을 기대한다: 지포스 700 시리즈 및 지포스 600 시리즈에 비해 향상된 그래픽 기능, 단순화된 프로그래밍, 그리고 더 나은 에너지 효율성.

## 아키텍처

### 1세대 맥스웰 (GM10x)
1세대 맥스웰 GM107/GM108은 소비자에게 제공되는 추가 기능이 거의 없으며, 엔비디아는 대신 전력 효율성에 중점을 두었다. 엔비디아의 비디오 인코더인 NVENC는 케플러 기반 GPU보다 1.5배에서 2배 빠르며, 이는 6배에서 8배의 재생 속도로 비디오를 인코딩할 수 있음을 의미한다. 엔비디아는 또한 메모리 효율성 증가와 함께 비디오 디코더 캐시 덕분에 퓨어비디오 기능 세트 E 비디오 디코딩에서 8배에서 10배의 성능 향상을 주장한다. 그러나 HEVC는 완전한 하드웨어 디코딩을 지원하지 않으며, 하드웨어 및 소프트웨어 디코딩의 혼합에 의존한다. 비디오 디코딩 시, 맥스웰 GPU는 새로운 저전력 상태인 "GC5"를 사용하여 전력을 절약한다.
엔비디아는 GM107의 L2 캐시를 GK107의 256KB에서 2MB로 늘려 필요한 메모리 대역폭을 줄였다. 이에 따라 엔비디아는 GM107의 메모리 버스를 GK106의 192비트에서 128비트로 줄여 전력을 더욱 절약했다. 엔비디아는 또한 스트리밍 멀티프로세서 설계를 케플러(SMX)에서 SMM으로 변경했다. SMM 유닛의 레이아웃은 각 4개의 워프 스케줄러가 케플러와 달리 리소스를 공유하는 대신 격리된 FP32 CUDA 코어, 로드/스토어 유닛 및 특수 기능 유닛을 제어하도록 분할된다. 텍스처 유닛과 FP64 CUDA 코어는 여전히 공유된다. SMM은 SMX보다 더 세밀한 리소스 할당을 허용하여 워크로드가 공유 리소스에 최적화되지 않을 때 전력을 절약한다. 엔비디아는 128 CUDA 코어 SMM이 192 CUDA 코어 SMX 성능의 90%를 가지고 있다고 주장한다.
GM107/GM108은 GK110/GK208 GPU의 3.5 및 GK10x GPU의 3.0에 비해 CUDA 컴퓨트 능력 5.0을 지원한다. GK110/GK208 GPU의 두 가지 기능인 동적 병렬 처리(Dynamic Parallelism)와 하이퍼큐(HyperQ)도 전체 맥스웰 제품군에서 지원된다.
맥스웰은 32비트 정수에 대한 네이티브 공유 메모리 아토믹 연산과 다른 아토믹 함수를 구현하는 데 사용될 수 있는 네이티브 공유 메모리 32비트 및 64비트 비교 및 스왑(CAS)을 제공한다.
맥스웰은 다이렉트X 12를 지원한다.

## 제품

### 이전에 지포스 800 (8xx) 시리즈에 포함되었던 제품
엔비디아는 데스크톱 그래픽 카드용으로 지포스 800 시리즈를 건너뛰었다고 발표했으며, 이는 GTX 800M 시리즈가 고급형 케플러 및 저급형 맥스웰 기반 구성 요소로 이루어져 있기 때문일 가능성이 높다. 대신, 엔비디아는 새로 이름을 바꾼 지포스 GTX 980 및 GTX 970이 2014년 9월 19일에 공식적으로 소개될 것이라고 발표했다.

### 지포스 800M (8xxM) 시리즈
지포스 800M 시리즈는 노트북용으로 설계되었다. 처리 능력은 셰이더 클럭 속도, 코어 수 및 코어가 사이클당 수행할 수 있는 명령어 수를 곱하여 얻는다. 모든 GK104 기반 GPU는 이전 케플러 아키텍처를 사용하며, 820M은 페르미 아키텍처를 기반으로 하는 GF117 코어를 사용한다는 점에 유의해야 한다.
- 1 통합 셰이더 : 텍스처 매핑 유닛 : 렌더 출력 장치

| 모델            | 출시              | 코드 이름(들) | 팹 (nm) | 버스 인터페이스 | 코어 구성1                           | 클럭 속도            | 클럭 속도    | 클럭 속도     | 필레이트    | 필레이트      | 메모리    | 메모리        | 메모리     | 메모리         | API 지원 (버전) | API 지원 (버전) | 처리 능력2 (GFLOPS) | TDP (W)  |
| 모델            | 출시              | 코드 이름(들) | 팹 (nm) | 버스 인터페이스 | 코어 구성1                           | 코어 (MHz)           | 셰이더 (MHz) | 메모리 (MT/s) | 픽셀 (GP/s) | 텍스처 (GT/s) | 크기 (MB) | 대역폭 (GB/s) | 유형       | 버스 폭 (비트) | 다이렉트X       | OpenGL          | 처리 능력2 (GFLOPS) | TDP (W)  |
| --------------- | ----------------- | ------------- | ------- | --------------- | ------------------------------------ | -------------------- | ------------ | ------------- | ----------- | ------------- | --------- | ------------- | ---------- | -------------- | --------------- | --------------- | ------------------- | -------- |
| 지포스 800M     | 2014년 3월 17일   | GF117         | TSMC 28 | PCIe 2.0 ×8     | 48:8:8                               | 738                  | 1476         | 2000          | 5.9         | 5.9           | 2048      | 14.4          | DDR3       | 64             | 12.0 (11_0)     | 4.6             | 141.7               | 15       |
| 지포스 820M     | November 27, 2013 | GF117         | TSMC 28 | PCIe 2.0 ×16    | 96:16:4                              | 719–954              | 1438–1908    | 2000          | 2.9–3.8     | 11.5–15.3     | 2048      | 16            | DDR3       | 64             | 12.0 (11_0)     | 4.6             | 276.1–366.3         | 15       |
| 지포스 830M     | 2014년 3월 12일   | GM108         | TSMC 28 | PCIe 3.0 ×16    | 256:16:8 (2 SMM)                     | 1082                 | 빈칸         | 2000          | 8.2         | 16.5          | 2048      | 14.4          | DDR3       | 64             | 12.0 (11_0)     | 4.6             | 554                 | 30       |
| 지포스 840M     | 2014년 3월 12일   | GM108         | TSMC 28 | PCIe 3.0 ×16    | 384:24:8 (3 SMM)                     | 1029                 | 빈칸         | 2000          | 8.2         | 24.7          | 2048      | 16            | DDR3       | 64             | 12.0 (11_0)     | 4.6             | 790.3               | 30       |
| 지포스 GTX 850M | 2014년 3월 12일   | GM107         | TSMC 28 | PCIe 3.0 ×16    | 640:40:16 (5 SMM)                    | 936+Boost 876+Boost  | 빈칸         | 5000          | 14.0        | 35.0          | 2048 4096 | 32 80         | DDR3 GDDR5 | 128            | 12.0 (11_0)     | 4.6             | 1198.1              | 40       |
| 지포스 GTX 860M | 2014년 3월 12일   | GM107 GK104   | TSMC 28 | PCIe 3.0 ×16    | 640:40:16 (5 SMM) 1152:96:16 (6 SMX) | 1029+Boost 797+Boost | 빈칸         | 5000          | 16.5 12.8   | 41.2 76.5     | 2048 4096 | 80            | GDDR5      | 128            | 12.0 (11_0)     | 4.6             | 1317.1 1836.3       | 40–45 75 |
| 지포스 GTX 870M | 2014년 3월 12일   | GK104         | TSMC 28 | PCIe 3.0 ×16    | 1344:112:24 (7 SMX)                  | 941+Boost            | 빈칸         | 5000          | 22.6        | 105.4         | 3072 6144 | 120           | GDDR5      | 192            | 12.0 (11_0)     | 4.6             | 2529.4              | 100      |
| 지포스 GTX 880M | 2014년 3월 12일   | GK104         | TSMC 28 | PCIe 3.0 ×16    | 1536:128:32 (8 SMX)                  | 954+Boost            | 빈칸         | 5000          | 30.5        | 122.1         | 4096 8192 | 160           | GDDR5      | 256            | 12.0 (11_0)     | 4.6             | 2930.7              | 105      |

1. 1 2  하드웨어 비디오 인코더 없음
2. 1 2  하드웨어 비디오 인코더 및 디코더 없음

## 후속 아키텍처
차세대 모바일 카드는 900M 시리즈였으며, 이는 맥스웰 아키텍처의 사용을 이어갔다. 엔비디아는 2016년 지포스 10 시리즈에서 파스칼 아키텍처로 맥스웰 아키텍처의 뒤를 이었다.

## 칩셋 표
- 엔비디아 그래픽 처리 장치 비교

## 지원 중단
“Driver 368.81 is the last driver to support Windows XP/Windows XP 64-bit.”.
- 윈도우 XP 32비트: 368.81 드라이버 다운로드
- 윈도우 XP 64비트: 368.81 드라이버 다운로드

2018년 3월, 엔비디아는 드라이버 버전 391.35 출시와 함께 32비트 운영 체제 지원을 중단했다.
케플러 아키텍처 기반 노트북 GPU는 2019년 4월에 레거시 지원으로 전환되었으며, 2020년 4월에 중요한 보안 업데이트를 더 이상 받지 않게 되었다. 8xxM GPU 제품군의 엔비디아 지포스 GTX 830M, 840M 및 850M은 이 변경의 영향을 받지 않았다.
엔비디아는 릴리스 470 드라이버 이후 윈도우 7 및 윈도우 8.1 운영 체제에 대한 드라이버 지원을 레거시 상태로 전환하고 2024년 9월까지 이러한 운영 체제에 대한 중요한 보안 업데이트를 계속 제공할 것이라고 발표했다.
2025년 5월, 엔비디아는 맥스웰, 파스칼, 볼타 아키텍처에 대한 개발자 지원을 중단했으며, 여기에는 GTX 800M 시리즈의 맥스웰 기반 모델이 포함된다. 드라이버 업데이트는 제한된 기간 동안 계속될 것으로 예상된다.

## 같이 보기
- 엔비디아 쿼드로
- 엔비디아 테슬라
- 프로젝트 덴버[7]